# Ассоциация промышленного дизайна (Италия)
Ассоциация промышленного дизайна (итал. Associazione per il Disegno Industriale), ADI — объединение итальянских дизайнеров и конструкторов различных школ, производителей, журналистов и СМИ — пропагандирующее вопросы промышленного дизайна как в самой Италии, так и на международной арене. Основана в 1956 году. Штаб-квартира в Милане.
Известна присвоением (с 1954 года; с 1964 — каждые три года) премии «Золотой компас» (итал. Compasso d'Oro) — одной из самых престижных наград за выдающийся вклад в развитие дизайна, исследовательской деятельности, образования, производства и продаж. Присуждается продуктам и гражданам как Италии, так и других стран.